# Mühlendenkmal Nörvenich

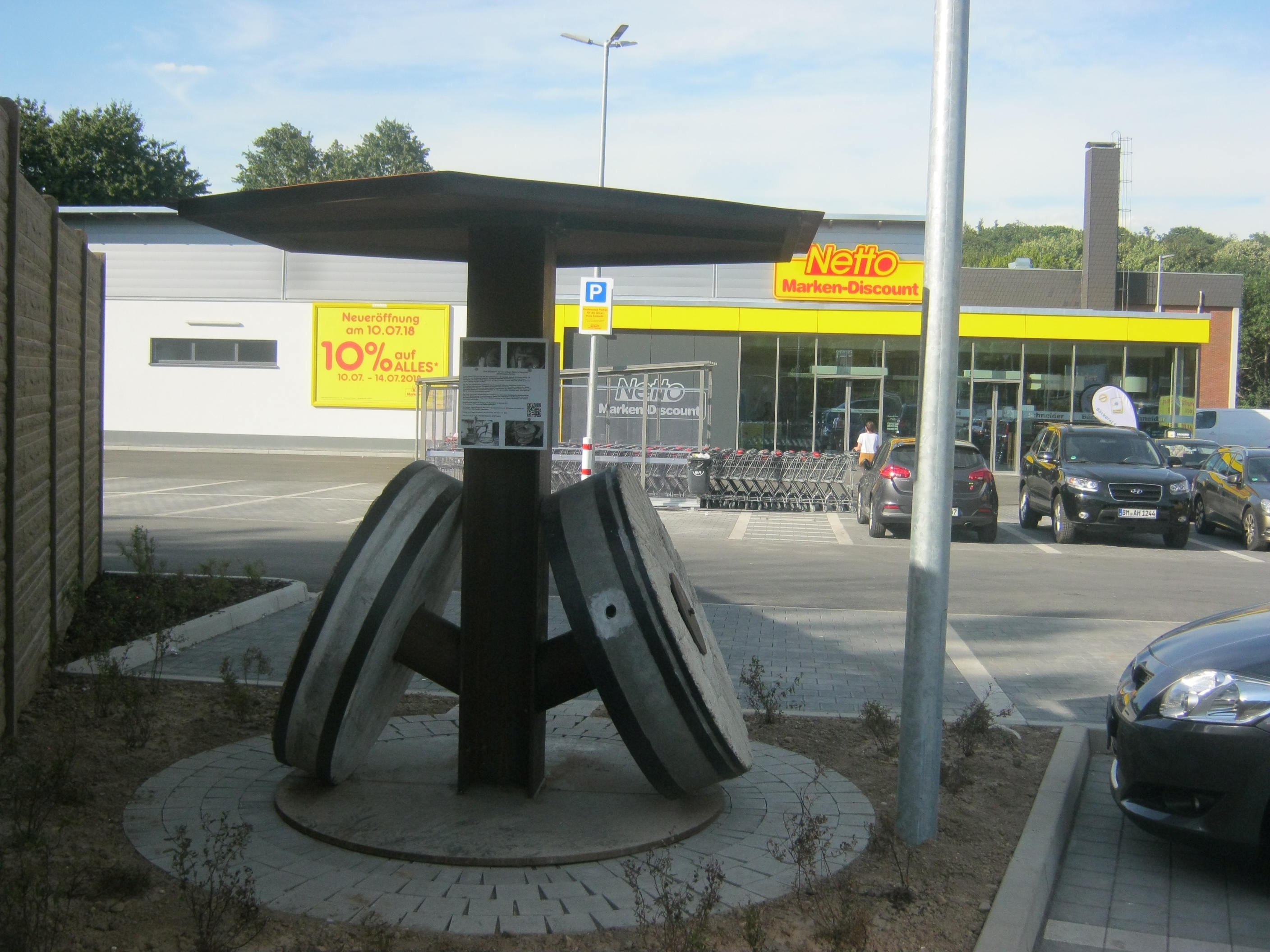
Das Mühlendenkmal

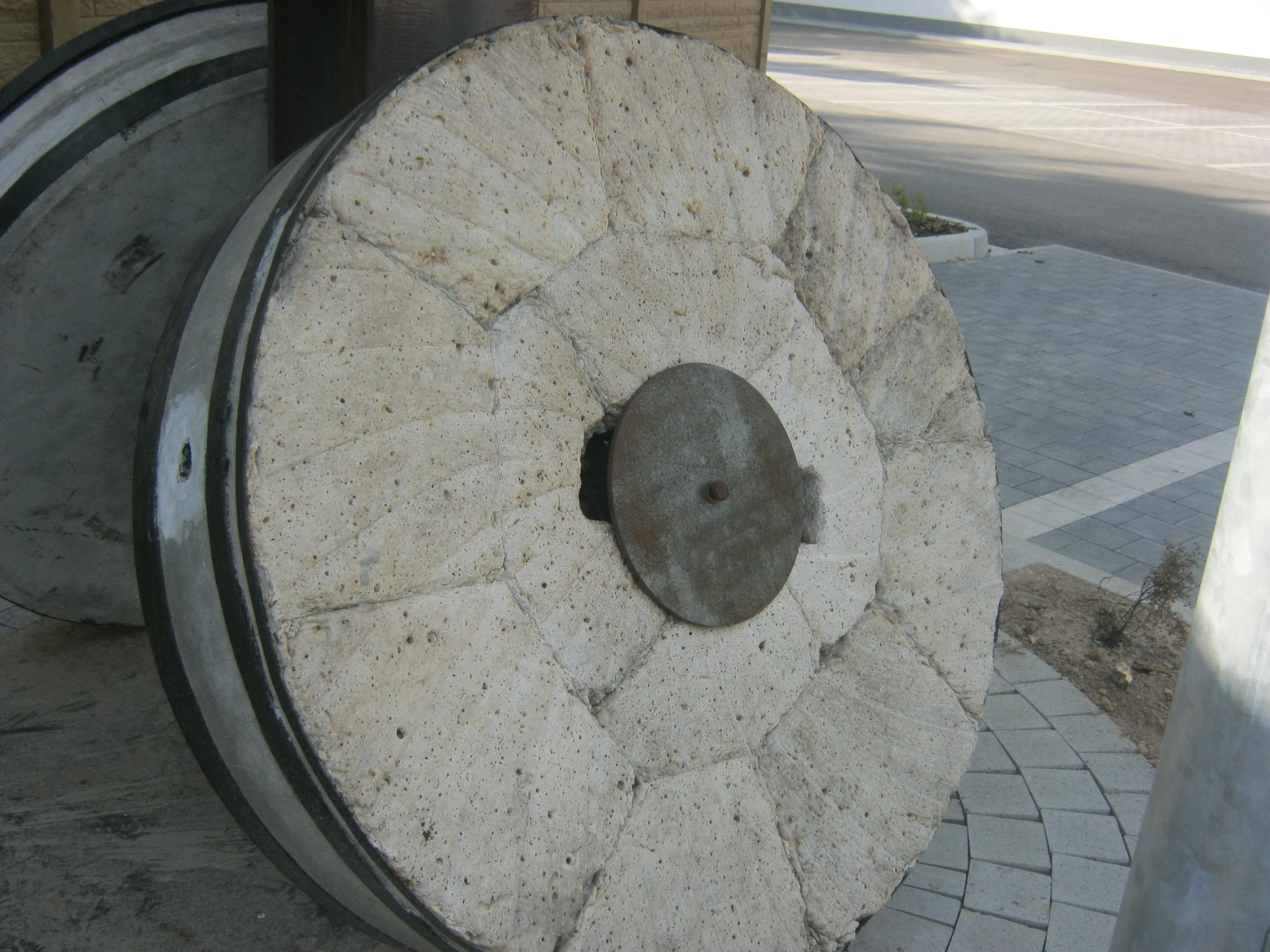
Mühlendenkmal Detail

Das Mühlendenkmal Nörvenich steht in Nörvenich im nordrhein-westfälischen Kreis Düren.
Am heutigen Standort eines Supermarktes am Kastanienweg stand früher die Untere Mühle, im Volksmund  auch Badenheuers Mühle. Die erste Wassermühle wurde im 14. Jahrhundert errichtet. Der letzte Bau entstand im 20. Jahrhundert. Zur Mühle gehörten weitere Gebäude, wie ein Stall und ein Wohnhaus. Die  in Privatbesitz befindliche Mühle stellte in den 1960er Jahren ihren Betrieb ein und wurde 2017 abgerissen. Der örtliche Heimat- und Geschichtsverein sicherte sich zwei der vier Mühlsteine und ließ diese als Denkmal herrichten. Die Erbauerfirma des Verbrauchermarktes stellte eine Fläche für das Mühlendenkmal zur Verfügung. Am 10. August 2018 wurde das Denkmal vom Nörvenicher Bürgermeister Timo Czech eingeweiht. Es erinnert mit seinen Erläuterungstafeln an die untere Nörvenicher Mühle.